# طبیعت (فیلم ۱۹۹۸)
طبیعت (به هندی: Kudrat) فیلمی محصول سال ۱۹۹۸ و به کارگردانی راج ان. سیپی است. در این فیلم بازیگرانی همچون اورمیلا ماتوندکار، آکشای کانا، آریونا ایرانی، پارش راوال، قادرخان و آنانت ماهادوان ایفای نقش کرده‌اند.